# Trachelospermum ninhii
Trachelospermum ninhii là một loài thực vật có hoa trong họ La bố ma. Loài này được Lý miêu tả khoa học đầu tiên năm 1980.